# Peter Joseph Hammerschlag
Peter Joseph Hammerschlag (* 26. Januar 1817 in Limburg an der Lahn; † 31. Dezember 1888 ebenda) war ein deutscher Kaufmann sowie Lokal- und Regionalpolitiker in Limburg an der Lahn und im Herzogtum Nassau.
Hammerschlag wurde als Sohn des Lehrers Franz Jacob Hammerschlag und dessen Frau Catharina, geb. Remelt, geboren. Seine schulische Ausbildung erhielt er am Pädagogium in Wiesbaden und von 1833 an am Gymnasium Philippinum Weilburg. Zunächst wollte Hammerschlag Theologie studieren und trat mit diesem Ziel in das Lehrerseminar Idstein ein, nahm im folgenden Jahr aber kaufmännische Tätigkeiten in Mainz, Limburg und Koblenz auf. Danach bereiste er als Handlungsreisender das Herzogtum Nassau und die Rhein-Mosel-Region. 1843 gründete er in Limburg ein eigenes Materialwaren- und Farbengeschäft, das sich in den folgenden Jahrzehnten zu Lebensmittelgroßhandlung wandelte und mit dieser Ausrichtung noch rund 150 Jahre bestehen sollte. 1846 heiratete Peter Joseph Hammerschlag in Niederwalluf Anna Christina Keppel (10. Mai 1818 – 28. März 1861), die Tochter des Holzhändlers Caspar Keppel.
Spätestens mit der Deutschen Revolution 1848/1849 wurde Hammerschlag lokalpolitisch aktiv. Bei der Urwahl zur Frankfurter Nationalversammlung bewarb er sich erfolglos als Wahlmann. Am 29. Dezember 1848 wurde er in den Limburger Gemeinderat gewählt. Dort vertrat er liberale Positionen, die ihn in der Bistumsstadt Limburg mit dem dort vorherrschenden politischen Katholizismus in Konflikt brachten. Nach einer Auseinandersetzung und einer Abstimmungsniederlage um den Einsatz einer katholischen Ordensgemeinschaft als Pflegepersonal im städtischen Krankenhaus legte Hammerschlag Mitte 1849 sein Mandat im Gemeinderat nieder. Im gleichen Jahr nahm er am nassauischen Landeskongress der Demokraten in Idstein teil
Von 1860 bis 1866 war Hammerschlag als Nachfolger von Joseph Menges Abgeordneter des neunten Wahlkreises in der Zweiten Kammer der Nassauischen Landstände. 1884 zog er sich aus dem Geschäftsleben zurück und übergab die Leitung des Handelsunternehmens an seinen Sohn.